# Локомотив (стадион, София)
«Локомотив» — стадион в столице Болгарии Софии. Домашний для одноимённого футбольного клуба.

## История
В 1930 году старейшее игровое поле ЖСК располагалось рядом с Беспроволочным телеграфом за Центральным вокзалом Софии, где сейчас находится здание ТЭЦ «София». Поле предназначалось только для тренировок, не подходило для матчей. ЗСК провела большую часть своих домашних матчей на стадионе «Юнак».
Так продолжалось до конца пятидесятых, когда «Локомотив» переехал в свой второй дом — стадион в районе «Захарна фабрика». На этом стадионе, которого больше нет, играли до образования весной 1969 года ассоциации ЗСК «Славия».
После возрождения софийского «Локомотива» в начале семидесятых команда проводит свои домашние матчи на стадионе «Локомотив» в районе Надежда. Сначала на стадионе был только один сектор, но после масштабной реконструкции он стал вмещать 22 000 зрителей. Появилась восточная трибуна, построенная в период 1981—1985 гг., с навесом, закрывающим более 80 % мест. Поле было реконструировано в 1989 году.
Дело с правом собственности на стадион чрезвычайно сложное. 19 декабря 1988 года Исполком Столичного народного совета (ВНС) приказом РД-14-14-1502 за подписью заместителя председателя ВНС инженера П. Пенева приказал Главному управлению строительства Софии (ГДИС) «безвозмездно передать ДФС „Локомотив“ отработанные основные фонды в 1987—1988 годах по объекту „Санкт-Петербург“. Локомотив». Сюда входят блоки с 4 по 8 в так называемой Новой части стадиона общей стоимостью 6 067 245 левов, а также оборудование на 83 172 лева, должным образом описанные в заказе. С протоколом от 11 марта 1991 г., ПФК «Локомотив» (София) занимает официальное поле, два тренировочных поля, раздевалки, тренажерный зал, а также около 20 комнат и помещений в так называемой Старой части стадиона со стороны «А». В начале 21 века часть земли, на которой был построен спортивный комплекс, была возвращена, при полном игнорировании общественных интересов. С начала 2012 года областная администрация Софии предъявляет претензии в незаконном фаворитизме, арендуя помещения у ОСК «Локомотив», которая является правопреемником ДФС «Локомотив».
В 2000 году на западной трибуне было размещено около 4 000 новых сидений со спинками, а на восточной трибуне — около 7 200, что уменьшило вместимость стадиона примерно до 16 000 зрителей.
В 2001 году стадион был выбран для проведения финала Кубка Болгарии.

## Концерты
- Black Sabbath, 2005
- Depeche Mode, 2006
- Эрос Рамаззотти, 2006
- Джордж Майкл, 28 мая 2007, 25 LIVE tour
- Iron Maiden, 4 июня 2007
- Kylie Minogue, 18 мая 2008
- Элтон Джон, 13 июнь 2010 35,000
- Depeche Mode, 12 мая 2013
- Aerosmith, 17 мая 2014[3]
- Леди Гага, 28 мая 2023

## Галерея

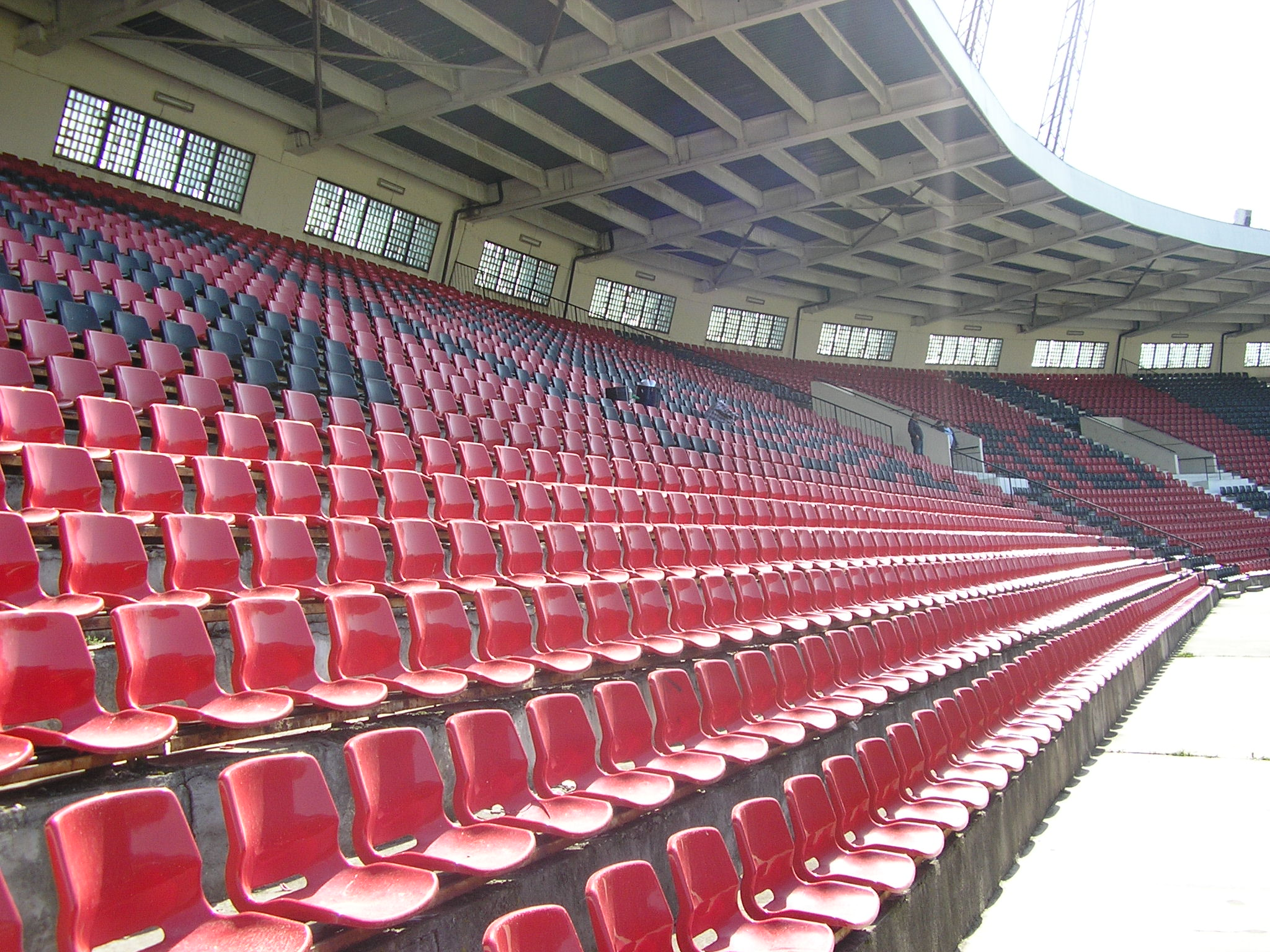
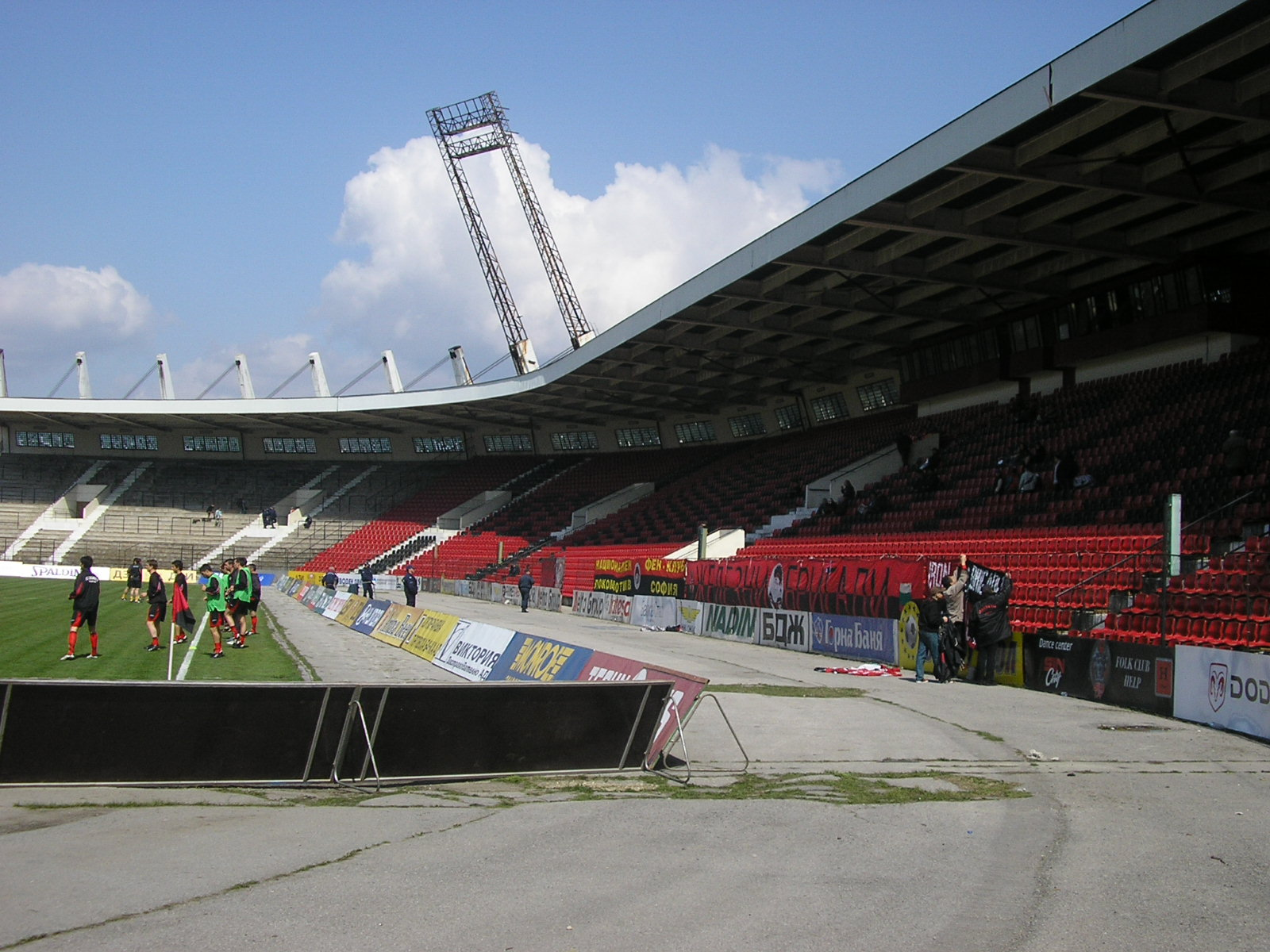
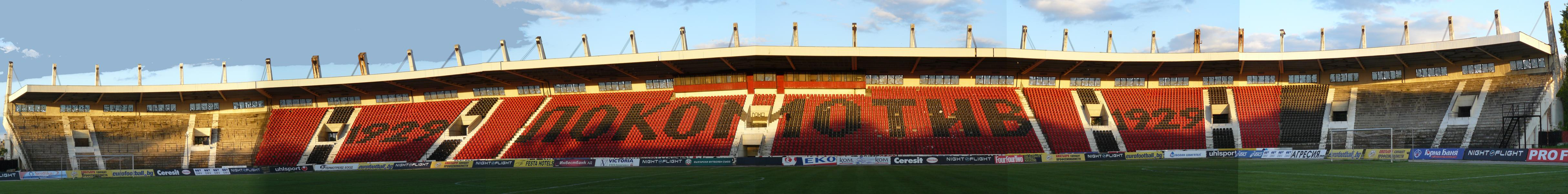
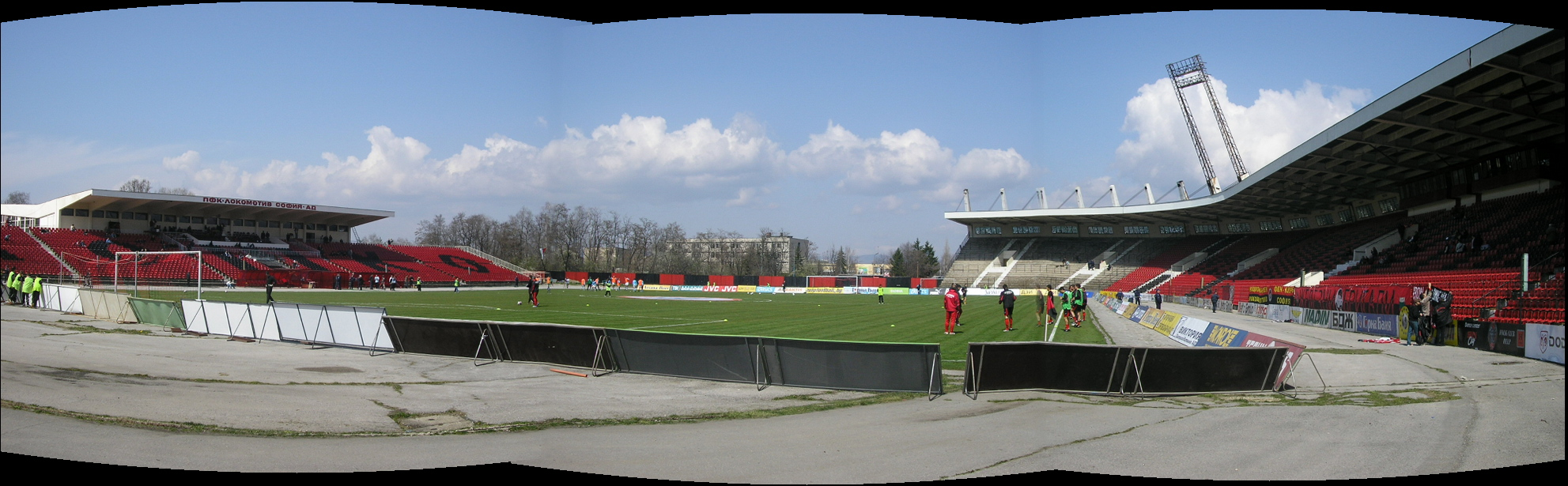